# Charter Oak (boom)

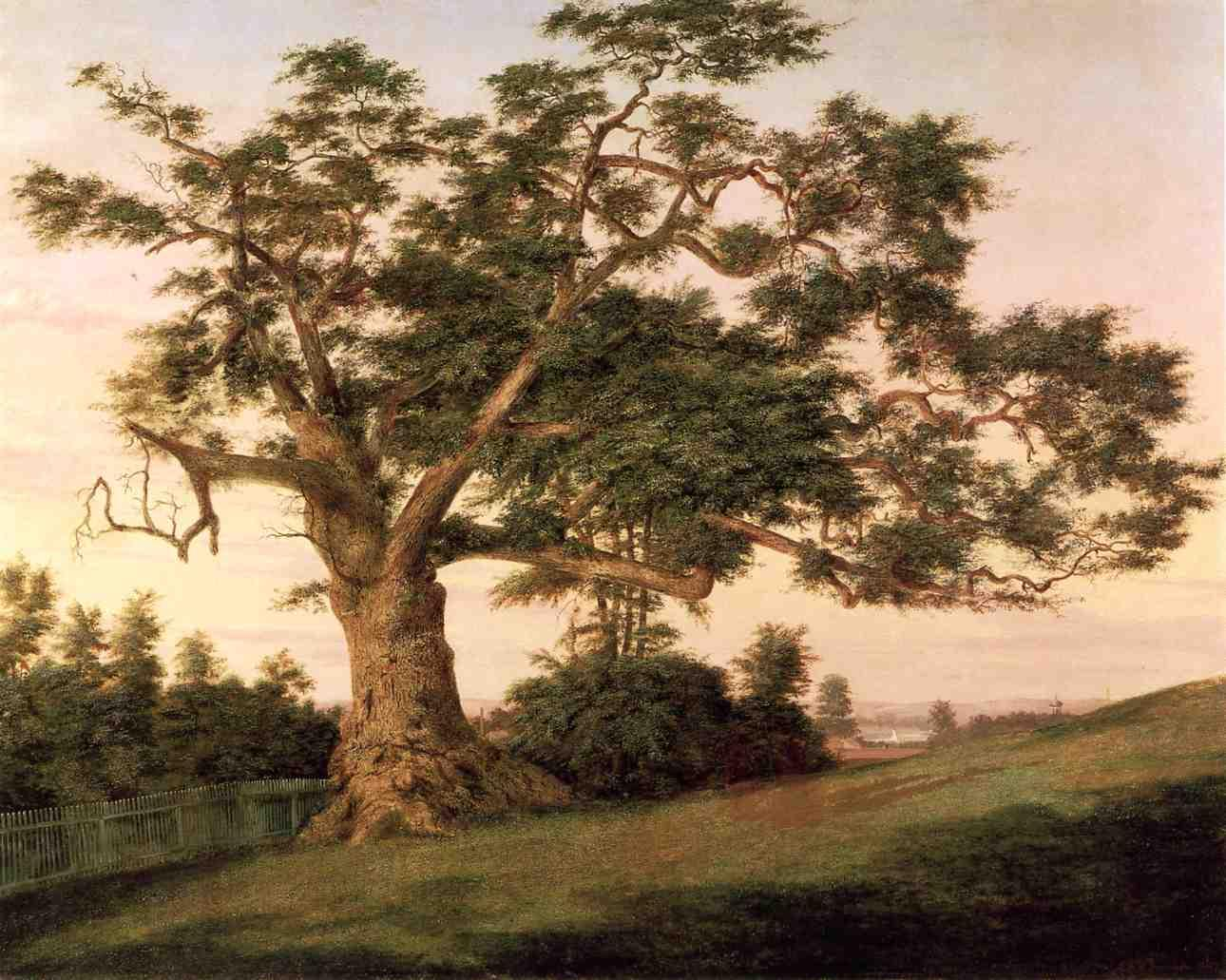
De Charter Oak afgebeeld op een schilderij uit 1857

De Charter Oak was een Amerikaanse witte eik in Hartford, de hoofdstad van de Amerikaanse staat Connecticut. Deze boom speelt een belangrijke rol in de folklore van de staat en van de Amerikaanse Revolutie. Deze eik stond hier waarschijnlijk al vanaf de 11e of anders 12e eeuw en werd al opgemerkt toen Nederlandse kolonisten zich in het gebied vestigden, nog voor de Engelsen. De eik werd tijdens een storm in 1856 ontworteld.
In 1678 vond het “Incident van de Charter Oak” plaats. Toen Connecticut nog een van de dertien koloniën was, en onderdeel van het Engelse New England had het reeds een eigen grondwet. Deze was al opgesteld in 1638 of 1639 en was mogelijk de eerste grondwet in de wereld. Het is in elk geval de oudste van de Verenigde Staten. Connecticut had meer vrijheden en zelfbestuur dan de andere koloniën maar in 1678 besloot de koloniale gezaghebber Edmund Andros, in opdracht van koning Karel II van Engeland, dat hij zijn grip op New England en dus ook Connecticut wilde verstevigen. Hij kwam met een groep soldaten naar Hartford om de grondwet in beslag te nemen. Deze actie had een grote symbolische betekenis en stuitte uiteraard op verzet.
Volgens het verhaal werd het document opgeëist in een taveerne maar er ontstond discussie en opeens blies iemand de kaarsen uit. Iemand heeft van buiten, door het raam het perkament weggepakt en in een holte in een oude boom verstopt. De zogenaamde Charter Oak. De soldaten hebben nog naar het document gezocht d.m.v. Huiszoekingen maar zonder succes. Het werd pas weer tevoorschijn gehaald nadat de Engelsen weg waren. Wat er precies is gebeurd en door wie is nooit helemaal duidelijk geworden.
De grondwet heeft als inspiratie gediend voor de Grondwet van de Verenigde Staten zo’n honderd jaar later. Connecticut heeft sinds 1959 de bijnaam “The Constitution State”. Het hout van de boom is na de val van 1856 verwerkt tot een aantal meubelstukken in het Capitool van Connecticut. In 1999 kwam de Connecticut State Quarter uit waarop de boom staat afgebeeld.